# Trzebień (województwo kujawsko-pomorskie)
Trzebień – wieś w Polsce, położona w województwie kujawsko-pomorskim, w powiecie bydgoskim, w gminie Dobrcz.

## Podział administracyjny

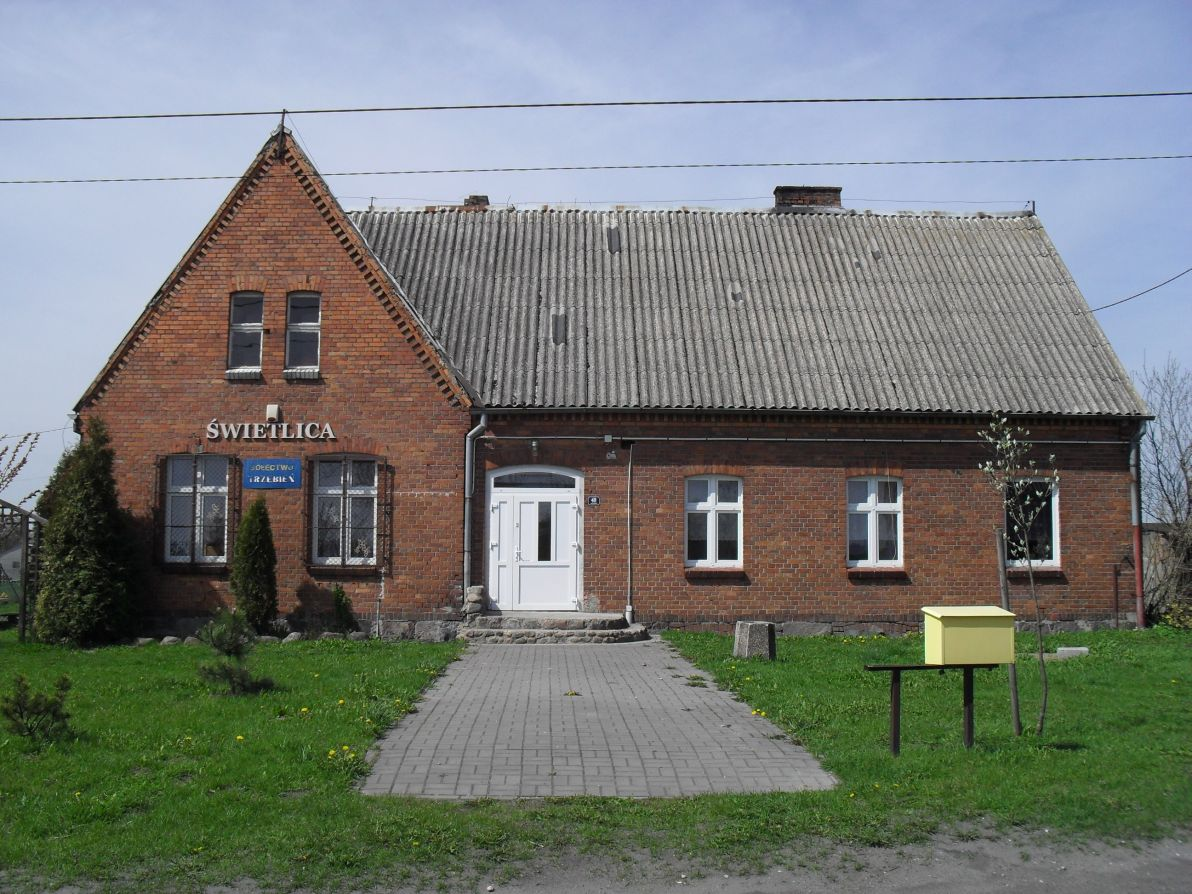
Świetlica wiejska

W latach 1975–1998 miejscowość położona była w województwie bydgoskim.

## Demografia
Pod względem liczby ludności jest to jedna z mniejszych miejscowości gminy Dobrcz. 31 grudnia 2008 mieszkało we wsi 289 osób. Według danych Urzędu Gminy Dobrcz (XII 2020 r.) miejscowość liczyła 272 mieszkańców.

## Historia
W przeszłości nazywała się Trzebin, Trzebeyn, Hohenhausen. W XVI wieku należała do rodziny Trzebińskich (stąd nazwa wsi). Od roku 1860 właścicielem był dr Richlitz. W 1880 r. Trzebień liczył 198 mieszkańców, w tym: 142 katolików i 56 protestantów. Do majątku należało 474 ha gruntów ornych i 37 ha łąk. W 1883 r. zbudowano tu szkołę. W 1990 r. została ona zamknięta, a w jej budynku urządzono świetlicę wiejską. Majątki Trzebień i Kotomierz w XIX wieku należały do rodziny von Klahrów. Ich siedzibą był pałac w Trzebieniu. W roku 1937 majątek został rozparcelowany, natomiast pałac z przylegającym parkiem pozostał w rękach Hansa Georga von Klahra. W roku 1946 majątek stał się własnością państwa. Część zabudowań folwarcznych rozebrano, a pałac podzielono na 17 mieszkań komunalnych.
Za torami kolejowymi znajduje się wybudowanie, zwane Krakowskie. Nazwa pochodzi od rolników, którzy przed wojną, po parcelacji majątku, sprowadzili się do Trzebienia z Małopolski. Pierwotnie mieszkali oni w drewnianych domach, tzw. poniatówkach, których nazwa pochodziła od nazwiska ówczesnego ministra rolnictwa i reform rolnych Juliusza Poniatowskiego.

## Zabytki
Według rejestru zabytków NID na listę zabytków wpisany jest zespół pałacowy z 2 poł. XIX w., nr rej.: A/402/1-2 z 17.03.1994: pałac (dec. dwór) oraz park.